# Липинский, Теофил Александрович
Теофил Александрович Липинский — государственный деятель, олонецкий и тамбовский вице-губернатор, действительный статский советник.

## Биография
Окончил Тифлисскую военную гимназию и 2-е Константиновское военное училище в 1881 г.
С 1884 года — подпоручик 149-го Черноморского полка.
В 1891 году — командующий ротой, саперный офицер.
С 1893 года — в запасе в чине поручика, непременный член Каргопольского уездного по крестьянским делам присутствия, почётный мировой судья Каргопольского уезда.

С 1894 года — председатель Каргопольско-Пудожского съезда и земского собрания, земский начальник 2-го участка Каргопольского уезда. Непременный член Олонецкого губернского присутствия.
Член попечительства о народной трезвости. Попечитель Деревянского земского училища. Член совета общества вспоможения бедным селения Ладвы.
С 1904 года — член Олонецкого лесоохранительного комитета, член комитета о нуждах сельскохозяйственной промышленности.
С 1906 года — председатель Олонецкого губернского земского собрания. Член Олонецкого губернского комитета по делам мелкого кредита.
С 1907 года — олонецкий вице-губернатор.
В 1911 году неоднократно исполнял обязанности управляющего Олонецкой губернией во время отъездов олонецкого губернатора
Почетный член общества спасания на водах.
Товарищ председателя Олонецкого местного управления Красного Креста.
С 27 августа 1911 года — тамбовский вице-губернатор.

## Семья
Женат на Магдалине Николаевне Малышевой (1873—?).
Дети — Борис (1893), Александр (1895).

## Награды
- орден Святого Владимира 4-й степени (1908)
- орден Святой Анны 3-й степени (1896)
- орден Святой Анны 2-й степени (1904)
- орден Святого Станислава 2-й степени (1902)
- знак отличия за поземельное устройство государственных крестьян (1897)